# Sharovipterygidae
Los sharovipterígidos (Sharovipterygidae) son una familia de saurópsidos arcosauromorfos prolacertiformes, conocidos por solo dos géneros que vivieron durante el Período geológico Triásico, hace 245 millones de años aproximadamente, en el Olenekiense, en lo que hoy es Kirguistán, Asia central y en Polonia, Europa.